# جولزاريلال ناندا
جولزاريلال ناندا BR (4 يوليو 1898 - 15 يناير 1998)   كان سياسيًا واقتصاديًا هنديًا متخصصًا في قضايا العمل. وكان رئيس الوزراء المؤقت للهند لفترتين لمدة 13 يومًا بعد وفاة جواهر لال نهرو في عام 1964 وللال بهادور شاستري في عام 1966 على التوالي. وانتهت فترتا ولايته بعد أن انتخب حزب المؤتمر الوطني الهندي الحاكم رئيس وزراء جديد. وحصل على وسام بهارات راتنا، أعلى جائزة مدنية في الهند، في عام 1997.

## حياة سابقة

### ولادة
ولد ناندا في 4 يوليو 1898 في سيالكوت في البنجاب، الهند البريطانية في عائلة بنجابية هندو خاتري. وأصبح سيالكوت فيما بعد جزءًا من مقاطعة البنجاب في باكستان في عام 1947، وبعد تقسيم الهند. تلقى ناندا تعليمه في لاهور وأمريتسار وأغرا وبراياغراج. 

### عامل البحوث
عمل ناندا باحثا في مشاكل العمل في جامعة الله أباد (1920-1921)، وأصبح أستاذًا للاقتصاد في الكلية الوطنية في بومباي (مومباي) في عام 1921.  وفي نفس العام، انضم إلى حركة عدم التعاون الهندية ضد الحكم البريطاني. وفي عام 1922، أصبح سكرتيرًا لجمعية عمال المنسوجات في أحمد آباد حيث عمل حتى عام 1946. وتم سجنه من أجل Satyagraha في عام 1932، ومرة أخرى من عام 1942 إلى عام 1944. وتم تكريمه بـ "Proud Past Alumni" في قائمة 42 عضوًا، من «جمعية خريجي جامعة الله أباد»، NCR ، غازي أباد (نويدا الكبرى) الفصل 2007-2008 مسجلين بموجب قانون المجتمع 1860 مع تسجيل رقم. 407/2000.  
تزوج من لاكشمي وأنجب منها ولدان وبنت.

## عضو لوك سابها
تم انتخاب ناندا لعضوية لوك سابها في انتخابات عام 1957، وتم تعيينه وزيرًا للاتحاد للعمل والتوظيف والتخطيط، ولاحقًا نائبًا لرئيس لجنة التخطيط. ولقد زار جمهورية ألمانيا الاتحادية ويوغوسلافيا والنمسا عام 1959.
أعيد انتخاب ناندا لعضوية لوك سابها في انتخابات عام 1962 من دائرة ساباركانثا في ولاية غوجارات. وأطلق منتدى الكونغرس للعمل الاشتراكي في عام 1962. وشغل منصب وزير الاتحاد للعمل والتوظيف في الفترة 1962-1963، ووزير الداخلية في الفترة 1963-1966.
أعيد انتخاب ناندا لعضوية لوك سابها في انتخابات 1967 و 1971 من كايثال (دائرة لوك سابها) في هاريانا. 

## رئيس الوزراء المؤقت
كان ناندا رئيس الوزراء المؤقت للهند مرتين لمدة ثلاثة عشر يوما لكل منهما: المرة الأولى بعد وفاة أول رئيس وزراء جواهر لال نهرو في عام 1964، والمرة الثانية بعد وفاة رئيس الوزراء الثاني لال بهادور شاستري في عام 1966. وكان وزير الداخلية في الهند خلال هاتين الفترتين، وهذا هو السبب في اختياره رئيسا للوزراء. ولا يحتوي الدستور الهندي على حكم بالوكالة رئيس الوزراء كما هو معمم على نطاق واسع ولكن بشكل غير صحيح. كانت فترته هادئة، لكنها جاءت في أوقات حساسة بسبب الخطر المحتمل على البلاد بعد وفاة نهرو بعد فترة وجيزة من الحرب مع الصين في عام 1962 ووفاة شاستري بعد حرب مع باكستان في عام 1965. وتوفي ناندا في 15 يناير 1998 عن عمر يناهز 99 عاما؛ في 25 نوفمبر 1997 عندما كان سابقا ملاوي الرئيس هاستينغز باندا مات، حتى وفاته كان ناندا أكبر زعيم دولة سابق على قيد الحياة. عند وفاته، وكان ناندا آخر عضو على قيد الحياة من خزائن نهرو الثانية والثالثة وآخر زعيم الدولة الحية التي ولدت في القرن ال 19. 

## غاندي الحياة
لقد عاش حياة بسيطة للغاية، بدون ممتلكات شخصية. لم يقبل معاشه التقاعدي 500 روبية هندية. طرده صاحب المنزل ذات مرة من شقته المستأجرة في مستعمرة سكنية لأنه فشل في دفع الإيجار، ولكن سُمح له بالبقاء لبعض الوقت بناءً على طلب الجيران. وتم تسجيل هذا الحدث من قبل صحفي، وتم نشره في النهاية من قبل إحدى الصحف، وبعد ذلك اضطر إلى قبول معاش حكومي شهري قيمته 500 روبية هندية من قبل زملائه وأصدقائه السابقين البارزين، والذي دفع منه إيجاره في النهاية. وكان بحلول ذلك الوقت قد بلغ من العمر مائة عام تقريبًا.
وكما أعرب عن قلقه من تنامي الفساد في البلاد واقترح تقليل الاستهلاك المسرف من قبل المسؤولين والناس بشكل عام. وكان قد عارض أيضًا حالة الطوارئ في إنديرا غاندي، حيث شعر أن التضحيات من أجل إحلال الديمقراطية في الهند أصبحت بلا معنى بسبب الاستبداد.

## في الثقافة الشعبية
عامل مخصص - شري جولزاريلال ناندا هو فيلم وثائقي قصير عام 1999 من إخراج AK Goorha وتم إنتاجه من قبل قسم الأفلام في الهند والذي يغطي عمل ناندا تجاه العمال وغيرهم كرئيس للوزراء وغير ذلك.